# Léo Roussel
Léo Roussel, né le 31 août 1995 à Marcoussis (Essonne), est un pilote automobile français, spécialisé dans l'endurance depuis 2011.
Engagé en Championnat du monde d'endurance FIA au sein de l'écurie Ginetta by Manor Racing, Léo Roussel est le plus jeune pilote français au départ des 24 Heures du Mans.

## Biographie
Deuxième de la Bridgestone Cup et du Trophée de France en 2009 en karting, Léo Roussel termine quatrième du championnat de France KF3 et sixième de la Coupe du monde KF3. Pour sa dernière année en karting, il se montre régulièrement aux avants-postes, avec une quatrième place au Championnat de France KF2, une dixième au Championnat du Monde KF1, avec une quatrième place lors de la course en France et une sixième en Italie, notamment.
Il fait ensuite ses débuts en monoplace en Eurocup Formula Renault 2.0. Il continue ensuite son ascension dans le Championnat VdeV au sein de l'écurie Extrême Limite.
En 2014, Léo Roussel parvient à rebondir chez Pegasus Racing (LMP2), en étant appelé à moins d'un mois de l'échéance, pour participer aux 24 Heures du Mans 2014. À l'âge de 18 ans, il devient le plus jeune pilote français à participer à la classique mancelle. Il termine dixième de sa catégorie.
En 2015, il s'engage avec Pegasus Racing, en European Le Mans Series. Comme en 2014, Léo Roussel participe aux 24 Heures du Mans 2015, en étant le plus jeune des 168 engagés,. Il termine neuvième de sa catégorie.
En 2017, la carrière de Léo Roussel prend un tournant. Il s'engage en ELMS aux côtés de l'écurie G-Drive Racing by DragonSpeed (LMP2). 
G-Drive Racing étant l'écurie championne en titre.

## Résultats en compétition automobile
- 2011 : 
  - Championnat VdeV : 40e
- 2012 :
  - Eurocup Formula Renault 2.0 : non classé
  - Formula Renault 2.0 Alps : 21e
- 2013 : 
  - Championnat VdeV : 22e (une victoire)
  - Eurocup Formula Renault 2.0 : non classé
- 2014 : 
  - Championnat VdeV : 14e
  - 24 Heures du Mans : 18e (10e de sa catégorie)
- 2015 :
  - European Le Mans Series 16e
  - 24 Heures du Mans : 19e (9e de sa catégorie)
- 2016
  - European Le Mans Series 36e
  - 24 Heures du Mans : Abandon (18e de sa catégorie)
- 2017
  - European Le Mans Series 1re Champion LMP2 2017

## Résultats aux 24 Heures du Mans
| Saison | Écurie                    | Voiture            | Coéquipiers                       | Classe | Tours | Pos. | Class. Pos. |
| ------ | ------------------------- | ------------------ | --------------------------------- | ------ | ----- | ---- | ----------- |
| 2014   | Pegasus Racing            | Morgan LMP2-Nissan | Julien Schell Nicolas Leutwiler   | LMP2   | 336   | 18e  | 10e         |
| 2015   | Pegasus Racing            | Morgan LMP2-Nissan | Ho-Pin Tung David Cheng           | LMP2   | 334   | 19e  | 9e          |
| 2016   | Pegasus Racing            | Morgan LMP2-Nissan | Inès Taittinger Rémi Striebig     | LMP2   | 292   | NC   | NC          |
| 2018   | CEFC TRSM Racing          | Ginetta G60-LT-P1  | Charlie Robertson Michael Simpson | LMP1   | 283   | 41e  | 5e          |
| 2019   | Inter Europol Competition | Ligier JS P217     | Jakub Śmiechowski                 | LMP2   |       |      |             |